# Odontopera
Odontopera är ett släkte av fjärilar som beskrevs av Stephens 1831. Odontopera ingår i familjen mätare.

## Bildgalleri

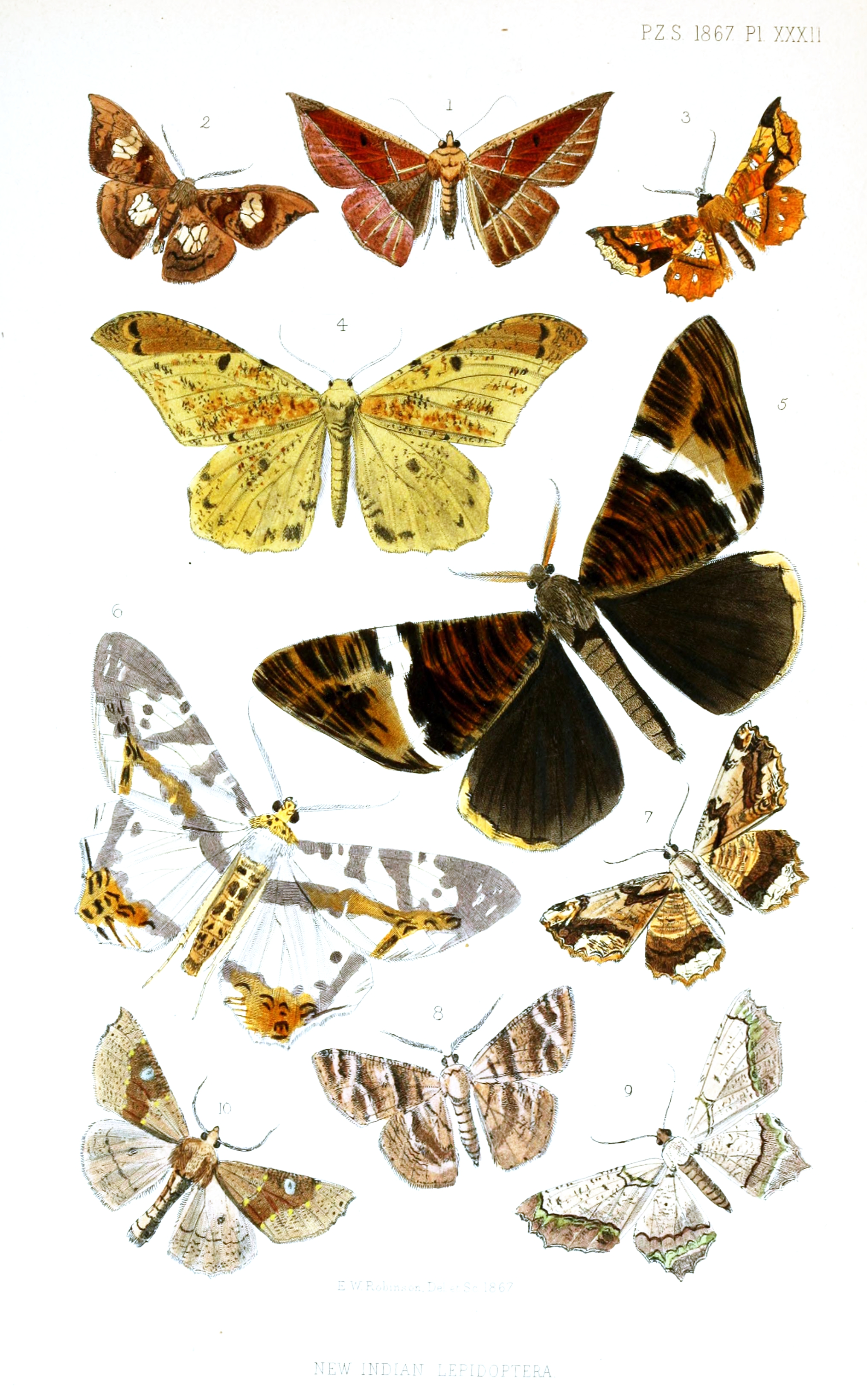

## Dottertaxa tillOdontopera, i alfabetisk ordning[1][2]
- Odontopera acutaria
- Odontopera acyrthoria
- Odontopera aemoniaria
- Odontopera aemula
- Odontopera aidna
- Odontopera albiguttulata
- Odontopera alienata
- Odontopera ambigua
- Odontopera angularia
- Odontopera approximata
- Odontopera arida
- Odontopera asiatica
- Odontopera atrofasciata
- Odontopera aurata
- Odontopera azelinaria
- Odontopera belli
- Odontopera bidentaria
- Odontopera bidentata
- Odontopera bilinearia
- Odontopera bivittaria
- Odontopera blaisa
- Odontopera bowateri
- Odontopera breviata
- Odontopera briela
- Odontopera camerunica
- Odontopera cervinaria
- Odontopera clausa
- Odontopera completa
- Odontopera contaminata
- Odontopera coryphodes
- Odontopera craterias
- Odontopera crocalliaria
- Odontopera curticosta
- Odontopera dargei
- Odontopera defasciata
- Odontopera dentaria
- Odontopera dicyrta
- Odontopera edentata
- Odontopera edentula
- Odontopera elaborans
- Odontopera epiphana
- Odontopera erebaria
- Odontopera eupages
- Odontopera exoglypha
- Odontopera exsul
- Odontopera fenestrata
- Odontopera ferruginea
- Odontopera formosa
- Odontopera fragilis
- Odontopera fusca
- Odontopera fuscilinea
- Odontopera fuscomarginata
- Odontopera graecarius
- Odontopera hafneri
- Odontopera harutai
- Odontopera heydena
- Odontopera homales
- Odontopera hypopolia
- Odontopera imitata
- Odontopera indecoraria
- Odontopera insulata
- Odontopera integraria
- Odontopera justa
- Odontopera kametaria
- Odontopera kurilana
- Odontopera lentiginosaria
- Odontopera luzonensis
- Odontopera macularia
- Odontopera mediochrea
- Odontopera mediorufa
- Odontopera melancholica
- Odontopera muscularia
- Odontopera nephela
- Odontopera nigra
- Odontopera nigrofenestrata
- Odontopera noctuodes
- Odontopera nubiferaria
- Odontopera nubigosa
- Odontopera obliquaria
- Odontopera ocellaria
- Odontopera ochracea
- Odontopera ochrea
- Odontopera ochroneura
- Odontopera oreas
- Odontopera orographica
- Odontopera ovbvelata
- Odontopera paliscia
- Odontopera pallida
- Odontopera paradoxa
- Odontopera paraplesia
- Odontopera perplexata
- Odontopera postobscura
- Odontopera prolita
- Odontopera protecta
- Odontopera pulveraria
- Odontopera rava
- Odontopera rubescens
- Odontopera semifasciata
- Odontopera similaria
- Odontopera stictoneura
- Odontopera subarida
- Odontopera surtur
- Odontopera tahoa
- Odontopera trapezoides
- Odontopera tsekua
- Odontopera uchidai
- Odontopera umbrina
- Odontopera unifasciata
- Odontopera urania
- Odontopera urupina
- Odontopera variegata
- Odontopera veneris
- Odontopera xera
- Odontopera yangtsea
- Odontopera yeterefuna